# ديزني للرحلات البحرية
ديزني للرحلات البحرية أو ديزني كروز لاين (بالإنجليزية: Disney Cruise Line)‏ ، هي شركة أمريكية للسفن السياحية تأسست في عام 1996 في مقاطعة أوسيول في فلوريدا. بالقرب من منتجع عالم والت ديزني الترفيهي، وهي خط للرحلات البحرية تابع لشركة والت ديزني العالمية.
شهدت الشركة تصاعدا في عملياتها على مدى السنوات الماضية. ففي عام 2011 استحوذت الشركة على 1,95 في المائة من الحصة السوقية العالمية  وبحلول عام 2015 ارتفعت تلك الحصة إلى 2,8 في المائة حسب عدد الركاب و 2,4 في المائة حسب الإيرادات. لتتراجع فيما بعد حصة السوق إلى 2,2 في المائة حسب عدد الركاب و 2,7 في المائة من الإيرادات لعام 2021.

## نبذة
في عام 1985 ،نشأت علاقة تعاقدية ببن بريمير للرحلات البحرية مع شركة ديزني، تسمح من خلالها لعروض شخصيات ديزني على متن سفنهم وعروض الرحلات البحرية والفنادق والمتنزهات. وفي عام 1993 إنتهت العلاقة ببن بريمير و ديزني. وهكذا تواصلت ديزني مع خطوط الرحلات البحرية الأخرى مثل كارنيفال ورويال كاريبيان لتحل محل بريمير كشريك بحري حصري.
وعندما لم تسفر مفاوضات ديزني مع كارنيفال ورويال كاريبيان عن نتيجة، شرعت ديزني بإعداد تصميمات لسفن لرحلات بحرية والانتهاء منها بحلول فبراير 1994. في الوقت نفسه بدأت شركة والت ديزني للسفر بالتعاقد مع خطوط الرحلات البحرية الأخرى لتقديم باقات تشمل فنادق ديزني ومنتجعاتها.
```
أعلنت ديزني في 3 مايو 1994  أنها تعتزم إطلاق خط لرحلاتها البحرية الخاصة والبدء في تشغيلها عام 1998. وأطلق عليها مبدئيًا ديزني للعطلات. تم تأسيس خط الرحلات البحرية باسم ديفونسون كروز في 6 فبراير 1996 ، في 
المملكة المتحدة
 ، وسرعان ما تم تغيير اسمها إلى ماجيكال كروز ليميتد في 1 أكتوبر 1996.
[
7
]
```

كان من المقرر إجراء أول رحلة بحرية في مارس 1998 ولكن تم تأجيلها مرتين  مع أول رحلة تشغيل لخط ديزني كروز تم توقيع عقد مدته 10 سنوات مع ميناء كانافرال كمحطتها الرئيسية. في يونيو 2005 ، نقلت ديزني ماجيك مينائها لموسم الرحلات البحرية الصيفية إلى ميناء لوس أنجلوس. كان هذا مؤقتًا للاحتفال بالذكرى الخمسين للشركة في ديزني لاند وكاختبار للتوسع في كاليفورنيا.

## الإسطول الحالي
| السفينة      | الفئة  | سعة الركاب | عدد الغرف | دخول الخدمة   | الميناء               | الصانع      | الحمولة    | الصورة |
| ------------ | ------ | ---------- | --------- | ------------- | --------------------- | ----------- | ---------- | ------ |
| ديزني ماجيك  | ماجيك  | 2,700      | 875       | 30 يوليو 1998 | دوفر                  | فينكانتييري | 83٬969 GT  |        |
| ديزني وندر   | ماجيك  | 2,700      | 875       | 15أغسطس 1999  | نيو أورلينز           | فينكانتييري | 84٬130 GT  |        |
| ديزني دريم   | دريم   | 4,000      | 1,250     | 26يناير 2011  | ميناء كانافرال محطه 8 | ماير ويرفت  | 129٬690 GT |        |
| ديزني فانتسي | دريم   | 4,000      | 1,250     | 31مارس 2012   | ميناء كانافرال محطه 8 | ماير ويرفت  | 129٬690 GT |        |
| ديزني ويش    | تريتون | 4,000      | 1,254     | 29 يونيو 2022 | ميناء كانافرال محطه 8 | ماير ويرفت  | 144٬000 GT |        |

## وصلات خارجية
- الموقع الرسمي